# Anorganická chemie

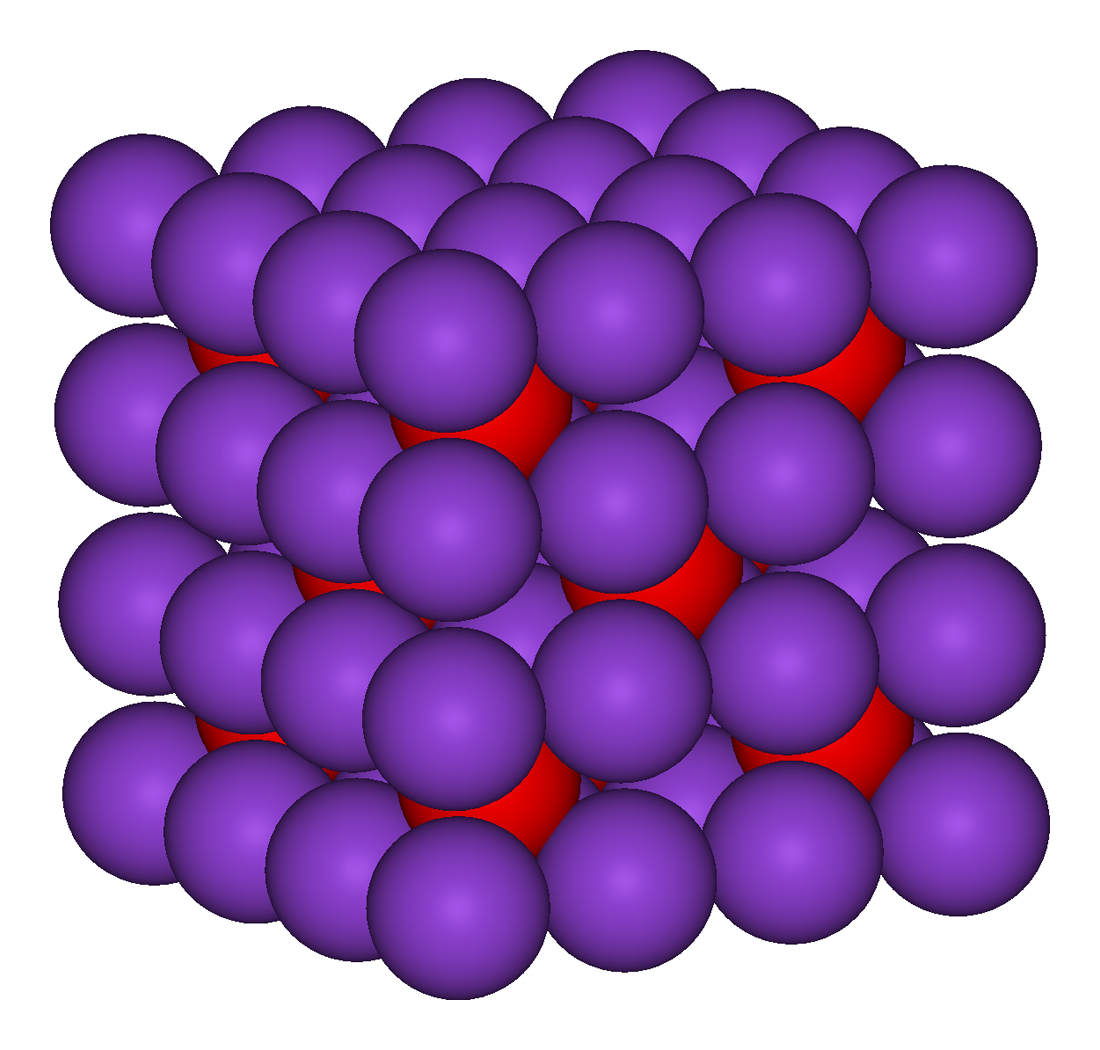
Model krystalové mřížky oxidu draselného K_{2}O

Anorganická chemie je obor chemie, který se zabývá studiem tvorby, složením, strukturou a reakcemi chemických prvků a jejich sloučenin s výjimkou většiny sloučenin uhlíku a některých sloučenin křemíku, o které se zajímá organická chemie. V dnešní době ale dochází k postupnému prolínání anorganické chemie a organické chemie a oba obory se souhrnně nazývají syntetická chemie.

## Anorganická sloučenina
Anorganická sloučenina je chemicky čistá látka, která se skládá z atomu nebo skupiny atomů s kladným nábojem (nejčastěji kovu) a atomu nebo skupiny atomů se záporným nábojem (obvykle nekovu). Anorganické sloučeniny jsou v pevném stavu elektroneutrální, ale v roztoku se polární a iontové anorganické sloučeniny obvykle rozpadají na ionty, které nesou náboje. Kladný atom nebo skupina atomů se nazývá kationt a záporný atom nebo skupina atomů se nazývá aniont. Velká část anorganických sloučenin - soli - je tvořena právě ionty.
Definice anorganické sloučeniny není jednotná a vzhledem k tomu, že se anorganická a organická chemie stále více prolínají nelze již dnes ani tuto definici vytvořit. K základnímu rozdílu však stále patří rozlišování anorganických a organických sloučenin uhlíku a křemíku. K anorganickým sloučeninám uhlíku patří oxid uhelnatý, oxid uhličitý, sirouhlík, některé karbidy, uhličitany a kyselina uhličitá. K anorganickým sloučeninám křemíku patří oxid křemičitý, silicidy, kyselina křemičitá, křemičitany a polykřemičitany. Všechny ostatní sloučeniny těchto dvou prvků se řadí k organickým (u uhlíku to jsou zejména uhlovodíky a u křemíku silikony). Jako příklad typických anorganických sloučenin, o které se zabývá organická chemie, slouží fosfazeny (sloučeniny dusíku a fosforu, tvořící šestičetné kruhy).

## Vlastnosti anorganických sloučenin
Vlastnosti anorganických sloučenin jsou velmi ovlivňovány druhem vazby, která je přítomná mezi částicemi sloučeniny. Sloučeniny se dělí na amorfní, které nemají pravidelnou krystalickou strukturu (díky tomu nelze určit teplotu tání - látka postupně měkne), je to například sklo (přetavený oxid křemičitý SiO2), a krystalické, které mají pravidelnou krystalickou strukturu (látky mají teplotu tání), je to například sůl NaCl (chlorid sodný). Tyto dva typy látek obsahují různé druhy vazeb:
Iontové krystaly jsou složeny z iontů, mezi kterými působí elektrostatické přitažlivé síly. Za normálních podmínek jsou tyto látky pevné, s vysokými teplotami tání (v řádech set stupňů) a varu (i přes tisíc stupňů), jsou křehké (při úderu kladivem se rozpadají na prášek), v pevném stavu nevedou elektrický proud, ale v roztoku nebo v tavenině ano (ionty se pohybují a předávají nebo odebírají elektrony elektrodám), jsou rozpustné v polárních rozpouštědlech. Mezi tyto látky patří většina solí, které jsou iontového charakteru - NaCl.
Kovalentní krystaly jsou tvořeny atomy propojenými kovalentními vazbami do prostorové sítě. Takovéto látky jsou pevné (v tahu), tvrdé (mají velkou tvrdost), křehké (dají se drtit kladivem), vysoké teploty tání (tisíc a více stupňů) a varu (několik tisíc stupňů) a jsou nerozpustné v polárních i nepolárních rozpouštědlech. Mezi tyto látky patří diamant (alotropická modifikace uhlíku) a křemen (forma oxidu křemičitého).
Molekulové krystaly jsou tvořeny molekulami, které jsou vzájemně poutány slabými vazebnými interakcemi (např. Van der Waalsovy síly, vodíkový můstek, …). Takovéto látky mají nízké teploty tání a varu (za normální teploty jsou některé kapaliny a většina plyny), některé jsou nepolární a rozpouští se v nepolárních rozpouštědlech a některé jsou polární a rozpouští se v polárních rozpouštědlech. Nejznámějším zástupcem je voda.
Kovové krystaly jsou tvořeny kovovými vazbami, které mají v krystalické mřížce pevně vázané atomy a valenční elektrony se v takovémto krystalu pohybují volně jako tzv. elektronový plyn. Tento druh krystalů je kujný a tažný (může měnit tvar), vede teplo a elektrický proud (právě díky volným valenčním elektronům), mají vyšší teploty tání a varu (v řádech set stupňů) a jsou různě reaktivní. Tyto krystaly se vyskytují u kovových prvků - Ag, Cu, Au.
Vrstevnaté krystaly jsou přechodem mezi kovalentními a molekulovými krystaly. Ve vrstvách jsou vazby kovalentní a mezi vrstvami jsou pouze slabé přitažlivé interakce. Tyto sloučeniny jsou měkké (lehce se odírají), křehké (snadno se lámou se a drtí), většina vede elektrický proud (díky slabým vazbám mezi vrstvami mají volné elektrony), ale ne teplo, mají vysoké teploty tání a varu (v řádech tisíců stupňů). Nejznámější příklad je grafit (alotropická modifikace uhlíku).

## Druhy anorganických sloučenin
Základní anorganické „sloučeniny“ jsou prvky, které tvoří celý základ chemie. Některé prvky se díky své konfiguraci valenční sféry slučují do molekul, nejčastěji tvořené dvěma atomy - dusík N2, kyslík O2, vodík H2, fosfor P4, síra S8. Právě tyto atomy, které patří převážně do nekovových prvků mají schopnost tvořit anorganické sloučeniny v pravém slova smyslu. Dojde k rozštěpení molekuly na atomy nebo radikály a reakcí s jiným nekovem nebo kovem.
Prvním typem anorganických sloučenin jsou dvou až tříprvkové sloučeniny, které tvoří především kovalentní sloučeniny, nerozpustné ve vodě, s vysokými teplotami tání a varu (pevné látky), některé nevedou elektrický proud, ale některé patří k velmi dobrým vodičům elektrického proudu. Tyto sloučeniny se běžně nachází v přírodě a tvoří základ získávání kovů z jejich rud. V podstatě se jedná o sloučeniny, které vznikly přímým sloučením prvků, popřípadě skupiny a prvku, ne vždy to ale lze v praxi provést. Jde především o oxidy a sulfidy, stejně tak však do této skupiny patří také fosfidy, nitridy, boridy, silicidy, selenidy, iontové hydridy, peroxidy, hydroxidy, kyanidy, rhodanidy, halogenidy, a mnoho dalších.
Druhým typem anorganických sloučenin jsou dvou až tříprvkové sloučeniny, které tvoří především molekulové sloučeniny. Tyto látky jsou dobře až velmi dobře rozpustné ve vodě a jiných polárních rozpouštědlech, mají nízké teploty tání a varu (plyny nebo kapaliny), nevedou elektrický proud, ale v roztoku ano. Tyto látky se většinou nenachází volně v přírodě, ale když už se v ní vyskytují, tak ve velkém množství. Do této skupiny patří kovalentní hydridy (halogenovodíky, voda, peroxid vodíku, amoniak, fosfan, kyanovodík a další) a kyslíkaté kyseliny a polykyseliny (kyselina sírová, kyselina dusičná, kyselina dusitá, kyselina chloristá, kyselina chromová, kyselina manganistá, kyselina fosforečná, kyselina disírová a mnoho dalších…).
Třetím typem anorganických sloučenin jsou dvou až tříprvkové sloučeniny, které tvoří především iontové sloučeniny. Tyto látky jsou obecně dobře až velmi dobře rozpustné ve vodě (ne všechny) a jiných polárních rozpouštědlech, mají vysoké teploty tání a varu (pevné látky), nevedou elektrický proud, ale v roztoku a tavenině ano. Tyto látky se v přírodě jako minerály a jsou z velké části rozpuštěny v mořích a oceánech. Do této skupiny patří soli, hydrogensoli, zásadité soli a hydráty solí (chlorid sodný, dusičnan draselný, hydrogensíran vápenatý, hydrogensíran hořečnatý, pentahydrát síranu měďnatého a velmi mnoho dalších…).

## Tvorba anorganických sloučenin
Prvním a nejjednodušším způsobem tvorby anorganických sloučenin je syntéza z prvků - tzv., skladné reakce. Této reakci je většinou nutno dodat velkou aktivační energii, ale po jejím rozběhnutí běží dále obvykle sama. Je také obvykle spojena s velkým výtěžkem energie. Látky takto vzniklé jsou pevné, kapalné i plynné, elektrický proud nevedou, ale v roztoku některé ano, většinou jsou to látky nerozpustné ve vodě, ale některé se rozpouští. K těmto látkám patří například voda, amoniak, halogenovodíky, oxidy, sulfidy, většina halogenidů.
Druhým a značně obtížnějším způsobem tvorby anorganických sloučenin je rozklad složitějších sloučenin na sloučeniny jednodušší, popř. na prvky - tzv., rozkladné reakce. Těmto reakcím se musí dodat velká aktivační energii a celkový průběh reakce je endotermický. Látky takto vzniklé jsou pevné, kapalné i plynné, elektrický proud nevedou (kovy vedou), ale v roztoku některé ano, většinou jsou to látky nerozpustné ve vodě, ale některé se rozpouští. K těmto látkám patří například oxid vápenatý, oxid uhličitý, vodík.
Třetím a ne příliš náročným způsobem tvorby anorganických sloučenin je záměna atomu nebo skupiny atomů za jiný atom nebo skupinu atomů - tzv., substituční reakce. Těmto reakcím se obvykle nemusí nemusí dodávat aktivační energie a celkový průběh reakce je exotermický. Látky takto vzniklé jsou pevné, kapalné i plynné, elektrický proud nevedou, ale v roztoku většinou vedou, většinou jsou to látky rozpustné ve vodě, ale některé se rozpouští. K těmto látkám patří všechny soli vzniklé neutralizací kyselin hydroxidem, oxidem, či přímou reakcí s kovem.